# Slovakiens herrlandslag i bandy
Slovakiens herrlandslag i bandy debuterade i maj 2017 internationellt genom att i Nymburk spela en vänskapslandskamp i rinkbandy mot hemmalaget Tjeckien. Slovakien förlorade matchen som slutade 7–3 till Tjeckien. I september var man med i Nymburks internationella rinkbandyturnering och slutade på andra plats bland landslagen (två ryska klubblag deltog också).
VM-debuten skedde i Harbin 2018. Då Tjeckien avstod, hyrdes dess coach Michael Bratt in och ledde slovakerna istället. Assisterande coach var Stefan "Lillis" Jonsson.
Slovakien slutade på sjunde och näst sista plats i B-VM efter att ha besegrat Somalia med 2-0 i den avgörande placeringsmatchen.